# Lucy Boynton
Lucy Boynton (Nueva York, 17 de enero de 1994) es una actriz británico-estadounidense, conocida principalmente por interpretar a Mary Austin en Bohemian Rhapsody.

## Carrera
Su primer papel profesional como joven fue Beatrix Potter en el 2006 en la película Miss Potter. En 2007 fue nominada para el premio Young Artist a la Mejor Actuación en una Película por dicha interpretación, pero no lo ganó. Lucy dice que el primer día de rodaje de Miss Potter fue el mejor día de su vida.
Boynton se dio a conocer con el nombre de Posy, en el año 2007, uno de los tres personajes principales, en una película de la BBC llamada Ballet Shoes. Posy es una bailarina joven y ambiciosa que pretende entrar en una prestigiosa academia de baile. En realidad Boynton no bailó, sino que se utilizó una doble de cuerpo para las escenas de baile. Boynton también desempeñó el papel de Margaret Dashwood en la miniserie de la BBC Sense and Sensibility.
En 2010 apareció en la película Mo como Henrietta Norton, compartiendo créditos con los actores Julie Walters y David Haig.
En 2011 apareció como invitada en la serie Borgia interpretando a la hermana Lucía di Narni, papel que volvió a interpretar en un episodio de 2014. 
Ese mismo año apareció como invitada en la serie Lewis dando vida a Zoe Suskin. 
En 2015 apareció en la miniserie Life in Squares donde interpretó a Angélica Bell-Garnett, la hija de los pintores Vanessa Bell y Duncan Grant.
En 2016 interpretó a la misteriosa modelo Raphina en la película Sing Street.
En 2018 interpreta a Mary Austin en Bohemian Rhapsody.
En 2019 personifica a Astrid en The Politician, serie original de Netflix, creada por Ryan Murphy.
En 2021 interpreta a Paula en la Serie Modern Love de Amazon Prime Video.

## Filmografía

### Películas
| Año  | Película                                      | Papel                   | Notas     |
| ---- | --------------------------------------------- | ----------------------- | --------- |
| 2006 | Miss Potter                                   | Beatrix Potter de joven |           |
| 2007 | Ballet Shoes                                  | Posy Fossil             | Telefilm  |
| 2008 | Sense and Sensibility                         | Margaret Dashwood       | Miniserie |
| 2010 | Mo                                            | Henrietta Norton        | Telefilm  |
| 2013 | 400 Boys                                      | Heidi                   |           |
| 2015 | The Blackcoat's Daughter (February)           | Rose                    |           |
| 2016 | Sing Street                                   | Raphina                 |           |
| 2016 | Don't Knock Twice                             | Chloe                   |           |
| 2016 | I Am the Pretty Thing That Lives in the House | Polly Parsons           |           |
| 2017 | Rebel in the Rye                              | Claire Douglas          |           |
| 2017 | Murder on the Orient Express                  | Elena Andrenyi          |           |
| 2017 | La huella del pasado                          | Emily                   |           |
| 2018 | Bohemian Rhapsody                             | Mary Austin             |           |
| 2018 | Apostle                                       | Andrea                  |           |
| 2022 | Los crímenes de la academia                   | Lea Marquis             |           |
| 2023 | Barbie                                        | Barbie Proust           |           |
| 2024 | The Greatest Hits                             | Harriet                 | [ 2 ]     |

### Series de televisión
| Año       | Serie           | Personaje     | Notas                                          |
| --------- | --------------- | ------------- | ---------------------------------------------- |
| 2015      | Life in Squares | Angelica Bell | 2 episodios                                    |
| 2017      | Gypsy           | Allison       | 10 episodios                                   |
| 2019-2020 | The Politician  | Astrid        | Serie de Netflix                               |
| 2021      | Modern Love     | Paula         | Serie de Amazon Prime, temporada 2, episodio 3 |
| Sin fecha | Ruth            | Ruth Ellis    | Miniserie, 4 episodios                         |

## Premios y nominaciones
| Año  | Premio                               | Categoría                                                     | Trabajo           | Resultado | Ref.  |
| ---- | ------------------------------------ | ------------------------------------------------------------- | ----------------- | --------- | ----- |
| 2007 | Premios Young Artist                 | Mejor interpretación en una película: actriz joven de reparto | Miss Potter       | Nominada  | [ 4 ] |
| 2016 | Online Film & Television Association | Mejor interpretación femenina de revelación                   | Sing Street       | Nominada  | [ 5 ] |
| 2017 | Bentonville Film Festival            | Premio del Jurado al Mejor Reparto                            | Let Me Go         | Ganadora  | [ 6 ] |
| 2019 | Premio del Sindicato de Actores      | Actuación destacada de un elenco en una película              | Bohemian Rhapsody | Nominada  | [ 7 ] |
| 2022 | Deauville Film Festival              | Prix du Nouvel Hollywood                                      | -                 | Ganadora  | [ 8 ] |